# The Four of Us Are Dying
The Four of Us Are Dying este episodul 13 al serialului american Zona crepusculară. A fost difuzat pe CBS în data de 1 ianuarie 1960.

## Prezentare

### Intriga
Arch Hammer (Harry Townes⁠(d)) este un escroc care are abilitatea de a fura chipul oricărei persoane.
Acesta intră într-un club de noapte, unde transformat în trompetistul recent decedat Johnny Foster (Ros Martin⁠(d)), încearcă s-o cucerească pe Maggie (Beverly Garland), iubita îndoliată a muzicianului.
Mia târziu, după ce se transformă în gangsterul Virgil Sterig (Phillip Pine⁠(d)), Hammer îl vizitează pe domnul Penell (Bernard Fein⁠(d)) pentru a-l stoarce de bani; Pennell este omul care a comandat asasinarea lui Sterig. Uimit de faptul că acesta este încă în viață, Pennell își trimite oamenii să-l ucidă.
Cu ajutoarele lui Pennell pe urmele sale, Hammer intră pe o alee, unde observă un afiș cu pugilistul Andy Marshak (Don Gordon⁠(d)), își asumă chipul său și scapă de gangsterii care îl urmăresc. La scurt timp după, Hammer se întâlnește cu tatăl lui Marshak (Peter Brocco⁠(d)) lângă un chioșc de ziare, moment în care acesta începe să-l critice că i-a frânt mamei sale inima și pentru că „a abuzat o fetiță drăguță care și-a fi sacrificat o mână” pentru el. În timp ce domnul Marshak înșiră motivele pentru care îl urăște pe Andy, Hammer îl împinge pe bătrân din calea sa și se întoarce la hotelul său. Acolo se întâlnește cu un detectiv care dorește să-l interogheze și cei doi pornesc împreună spre secția de poliție. Când iese pe ușa rotativă a hotelului, Hammer își asumă din nou chipul pugilistului. Nedumerit, detectivul reintră în hotel pentru a-l căutare
După plecarea plecarea de la hotel, Hammer dă nas în nas cu tatăl lui Marshak. Acesta este înarmat cu un pistol. Escrocul dorește să-i demonstreze că nu este omul pe care îl caută și încearcă să-și schimbe chipul, însă este împușcat de bătrân. Muribund, chipul său se schimbă constant până în momentul în care moare, iar adevărata sa față reapare după moarte.